# Nectandra coriacea
Nectandra coriacea,  es una especie de planta fanerógama en la familia de las Lauraceae. Es originaria de las Antillas.

## Descripción
Son árboles que alcanzan un tamaño de 10 m de altura. Las ramas densas; con yema terminal no cubierta por brácteas imbricadas. Limbo estrechamente elíptico, de 7-12 × 2-4 cm, la base y el ápice agudo; superficies glabras. Las inflorescencias de 8 cm, casi glabras o escasamente pilosas. Las flores con los tépalos blancos. El fruto es una drupa ± elipsoide, de 18 mm, con la cúpula en forma de cuenco poco profundo de 7 mm de diámetro.

## Taxonomía
Nectandra coriacea fue descrita por (Sw.) Griseb. y publicado en Flora of the British West Indian Islands 281. 1864[1860].
Sinonimia
- Gymnobalanus catesbyanus Nees
- Laurus aestivalis Mill. ex Willd.
- Laurus catesbaei Pers.
- Laurus catesbyana Michx.
- Laurus coriacea Sw.	basónimo
- Laurus nervosa Pav. ex Meisn.
- Nectandra boniato A. Rich.
- Nectandra catesbyana (Michx.) Sarg.
- Nectandra cigua A. Rich.
- Nectandra willdenoviana Nees
- Nectandra willdenoviana var. latifolia Meisn.
- Nectandra willdenoviana var. obliterata Meisn.
- Ocotea catesbyana (Michx.) Sarg.
- Ocotea coriacea (Sw.) Britton
- Ocotea lundellii Standl.
- Oreodaphne coriacea (Sw.) Nees
- Persea catesbyana (Michx.) Chapm.[3]

## Nombres comunes
- boniato amarillo de Cuba, cigua de Cuba, moniato amarillo de Cuba.[4]